# Marcus Kimball
Marcus Kimball (ur. 18 października 1928, zm. 26 marca 2014) – brytyjski polityk Partii Konserwatywnej.
Uczył się w Eton College i Trinity College na Uniwersytecie Cambridge .  
Był deputowanym w Izbie Gmin z okręgu wyborczego Gainsborough od 1956 do 1983 roku. Jego następcą był Edward Leigh. Otrzymał dożywotnie szlachectwo jako Baron Kimball Easton w hrabstwie Leicestershire w 1985.